# Silurus asotus
Silurus asotus és una espècie de peix de la família dels silúrids i de l'ordre dels siluriformes.

## Morfologia
Els mascles poden assolir els 130 cm de llargària total i els 30 kg de pes.

## Distribució geogràfica
Es troba al Japó (Honshu, Shikoku i Kyushu), la Península de Corea, Taiwan, la Xina i Rússia.